# Patientenausweis

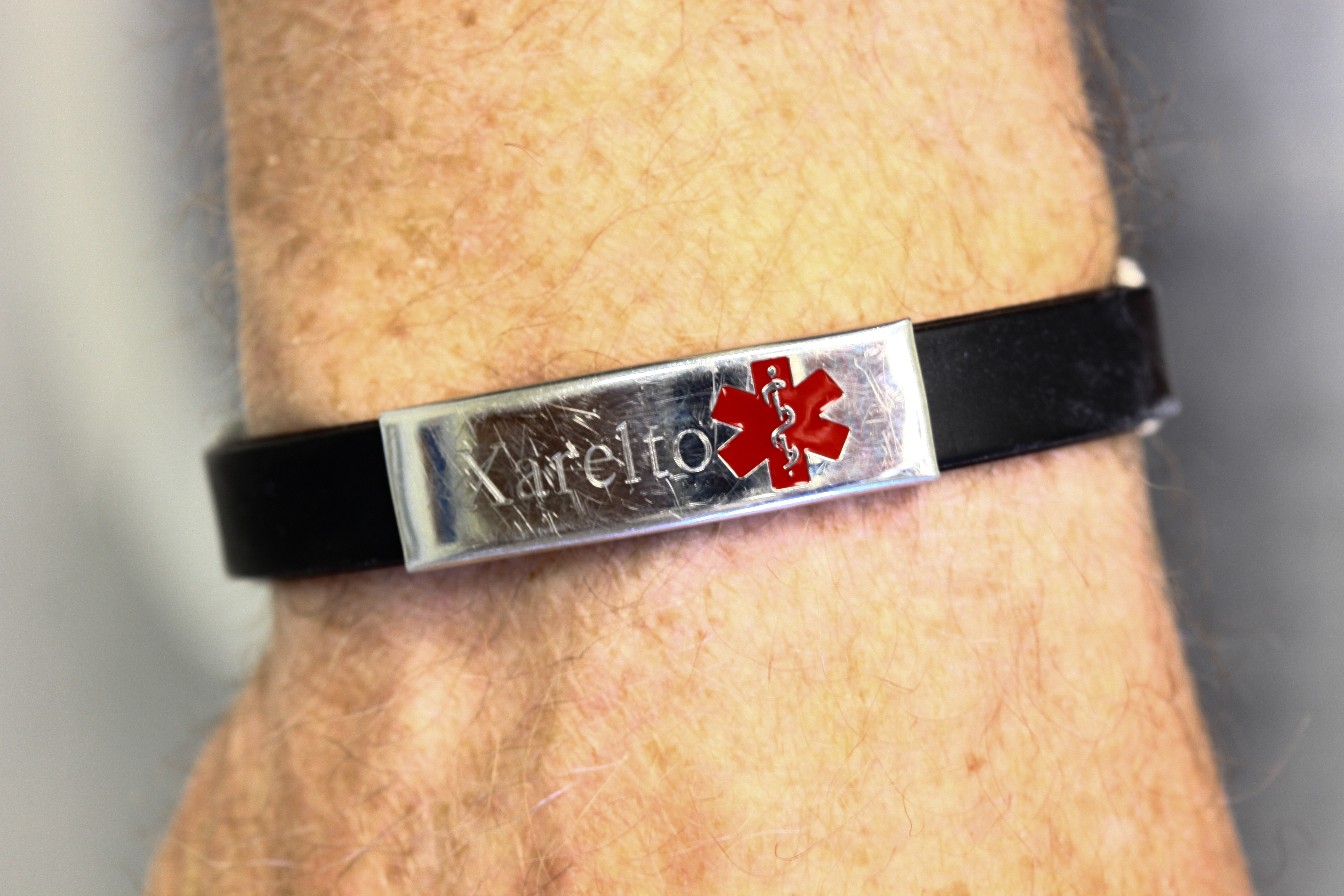
Zusätzlich zum Patientenausweis trägt diese Person dauerhaft ein selbstgefertigtes Armband, um im Notfall auf seine Medikation hinzuweisen

Ein Patientenausweis ist ein Dokument, mit dem seinem Besitzer eine Diagnose, eine durchgeführte medizinische Behandlung oder Diagnostik, die Notwendigkeit einer dauerhaften Medikamenteneinnahme oder damit zusammenhängende Laborwerte bescheinigt werden. Er kann bei weiteren Behandlungen vorgelegt werden und erfüllt bei medizinischen Notfällen als Notfallausweis die Funktion, den behandelnden Arzt über wichtige Erkrankungen und deren Behandlung zu informieren.
Patientenausweise können mehrsprachig gehalten sein und Kontaktinformationen von Angehörigen enthalten. Sie können mit einem Organspendeausweis verbunden sein. Zu trennen ist jedoch die Bescheinigung von Tatsachen durch Dritte von der im Organspendeausweis festgelegten selbständigen Willenserklärung. Zugleich existieren Angebote z. B. von Krankenkassen oder Hilfsorganisationen, bei denen der Patientenausweis mit entsprechenden Aufdrucken als Werbeträger dient.
Beispiele sind der Impfausweis, der Allergiepass, der Mutterpass, der Blutspendeausweis, der Röntgenpass und Medikamentenausweise z. B. bei Einnahme von Phenprocoumon. Nach Operationen werden, beispielsweise für Herzschrittmacher oder Endoprothesen, Implantatausweise ausgegeben, die das Implantat näher beschreiben oder das Ansprechen von Metalldetektoren bei Personenkontrollen erklären. Für chronische Krankheiten wie Diabetes mellitus und Epilepsie werden spezialisierte Ausweise angeboten.